# Фенеш (Караш-Северин)
Фенеш (рум. Feneș) насеље је у Румунији у округу Караш-Северин у општини Армениш. Oпштина се налази на надморској висини од 383 m.

## Прошлост
По "Румунској енциклопедији" место се први пут помиње 1501. године, као имање породице Фиат. За време упада Турака током рата 1788. године село је спаљено заједно са старом црквом брвнаром. На садашњиј локацији насеље се усталило 1790. године. Нову православну цркву подигли су мештани 1835. године, а школско здање 1844. године.
Аустријски царски ревизор Ерлер је 1774. године констатовао да место припада Тамишком округу, Карансебешког дистрикта. Село има милитарски статус а становништво је било претежно влашко.

## Становништво
Према подацима из 2002. године у насељу је живело 638 становника, од којих су сви румунске националности.